# Roc Nation
Roc Nation är ett skivbolag, managementföretag och musikförlag som grundades av Jay-Z.
I april 2008 började Live Nation samarbeta med Jay-Z för att skapa Roc Nation. Företaget har flera systerbolag. Bl.a ett som heter Star Roc och ett underhållningsföretag som heter Takeover Roc Nation, som ligger i Storbritannien och det omfattar även Europa. Företaget släpper skivor under Sony Music Entertainment och är partners med Live Nation.

## Artister kontrakterade med Roc Nation
- Rihanna
- J. Cole
- Rita Ora
- Willow Smith
- Shakira
- M.I.A.
- Wale
- Mark Ronson
- Melanie Fiona
- Ester Dean
- Meek Mill
- Santigold
- The Ting Tings
- Geto Boys
- Stress

1. ↑  hämtat från: engelskspråkiga Wikipedia.[källa från Wikidata]